# 圣佩尔杜 (多尔多涅省)
圣佩尔杜（法語：Saint-Perdoux，法語發音：[sɛ̃ pɛʁdu]）是法国多尔多涅省的一个市镇，属于贝尔热拉克区。

## 地理
圣佩尔杜（44°44'25"N, 0°32'21"E）面积7.43 平方千米，位于法国新阿基坦大区多爾多涅省，该省份为法国西南部内陆省份，是法國本土面积第三大的省，大致对应佩里戈尔地区，北起顺时针与夏朗德省、上维埃纳省、科雷兹省、洛特省、洛特-加龙省、吉倫特省和滨海夏朗德省接壤。
与圣佩尔杜接壤的市镇（或旧市镇、城区）包括：布尼亚格、圣卡普赖斯代梅、蒙萨盖勒、普莱桑斯、萨迪亚克、里巴尼亚克。

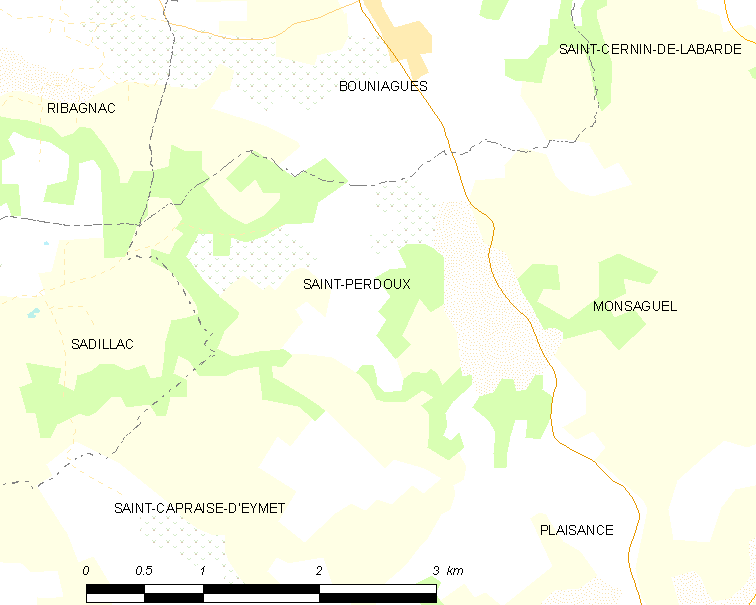
的OSM定位图

圣佩尔杜的时区为UTC+01:00、UTC+02:00（夏令时）。

## 行政
圣佩尔杜的邮政编码为24560，INSEE市镇编码为24483。

## 政治
圣佩尔杜所属的省级选区为南贝尔热拉库瓦县。

## 人口

1962-2008年间人口变化图示

圣佩尔杜于2022年1月1日时的人口数量为142人。